# Bronislava Herbenová
Bronislava Herbenová, rozená Foustková, (20. října 1861 Brno – 7. března 1942 Praha) byla moravská učitelka, spisovatelka, autorka knih pro děti a překladatelka z ruštiny a francouzštiny.

## Život
Narodila se v Brně v rodině spisovatele Viléma Foustky (1836–1880) a Aloisie roz. Syslové (1836–1902). Měla sestru Olgu Drtinovou (1870–1927) a bratra Zdeňka (1873–1948). S manželem Janem Herbenem měli tři syny: Prokopa (1893–1943), Jiřího (1894–1971) a Ivana (1900–1968).
V roce 1870 se rodina přestěhovala do Prahy, kde Bronislava navštěvovala městskou Vyšší dívčí školu a C. k. český ústav ke vzdělání učitelek. V letech 1880–1891 vyučovala na obecných školách v Karlíně a Královských Vinohradech. Od roku 1892, kdy se vdala za spisovatele Jana Herbena, pracovali spolu v redakci časopisu Čas.
Byla význačnou představitelkou českého dívčího skautingu. V roce 1918 byla zvolena do čela dívčího odboru organizace Junák – český skaut.

## Dílo
- Dětský koutek – trojsvazková čítanka pro mládež uspořádaná z článků pro 10 ročníků Besed Času (1. svazek pro děti do 9 let, druhý od 9 do 12 let, třetí od 12 do 15 let)
- Příručka dívčího skautingu – vydána péčí dívčího odboru Svazu skautů republiky Československé, redakcí Emilie Mlčicové, Bronislavy Herbenové. Praha: Josef Springer, 1922
- Památce Marie Burešové – Jindřiška Wurmová, Bronislava Herbenová, Františka Šídlová, Josef Mihola; uspořádal Josef Kudela. Brno: Moravský legionář, 1934

### Překlady
- Spisy Ivana Sergejeviče Turgeněva: první láska – Praha: 1893
- Obyčejná historie: román – Ivan Aleksandrovič Gončarov. Praha: Jan Otto, 1900[4]
- Povidky – Dmitrij Vasil’jevič Grigorovič. Praha: J. Otto, 1906[5]
- Hošík u Ježíškova stromečku; Stoletá; Mužík Marej; V panském ústavě; Povídka o kupci –  Dostojevskij. Praha: Jan Laichter, 1907[6]
- Povídky – Aleksej Nikolajevič Apuchtin. Praha: Čas, 1908
- Ruské byliny – Praha: J. Laichter, 1909; 1911[7]
- Denník spisovatelův. II., Úvahy o společnosti a literatuře (1876) – F. M. Dostojevskij; uspořádali a přeložili B. Herbenová, Gabriela Foustková a Karel Velemínský. Praha: J. Laichter, 1910
- Jemná: fantastická povídka – F. M. Dostojevskij. Praha: Pokrok, 1911[8]
- Krokodil: neobyčejná událost, nebo, passáž v passáži: pravdivá povídka o tom, jak jeden pán v povědomých letech a povědomého zevnějšku pohlcen byl krokodilem v passáži živý, celý beze zbytku a co z toho pošlo – F. M. Dostojevskij. Praha: Pokrok, 1911
- Ošklivá příhoda: povídka – F. M. Dostojevskij. Praha: Pokrok, 1911[9]
- Válka – V. M. Garšin. Praha: J. Laichter, 1913
- Hráč; Ošklivá příhoda; Krokodil; Povídky "Z deníku spisovatelova"; Cizí žena a muž pod postelí – F. M. Dostojevskij; přeložili Václav Prach, Bronislava Herbenová, Helena Růžičková-Váňová; pořádá Vincenc Červinka. Praha: J. Otto, 1922